# Belsize
Belsize – osada w Anglii, w hrabstwie Hertfordshire. Leży 33 km na południowy zachód od miasta Hertford i 33 km na północny zachód od centrum Londynu.